# EMF (Band)
EMF ist eine britische Rock- und Pop-Band aus dem Forest of Dean District, Gloucestershire.

## Bandgeschichte
Die Gruppe wurde im Sommer 1989 von fünf Schulfreunden gegründet. Der Bandname steht offiziell für englisch “Epsom Mad Funkers”. Ihr Erfolg kam weitaus schneller als erwartet: Zwischen dem ersten Auftritt der Band in einem Pub namens The Bilson vor einigen hundert Gästen und der Unterzeichnung ihres ersten Plattenvertrags lag nicht viel mehr als ein halbes Jahr. Auf einem der Konzerte der Band waren Talentsucher des Musiklabels EMI auf die Musiker aufmerksam geworden.
Im November 1990 erschien die erste Single Unbelievable, ein Rocktitel mit Dance-Elementen, der Samples von Äußerungen des US-amerikanischen Comedians Andrew Dice Clay verwendete. Binnen weniger Wochen stand das Stück nicht nur im Heimatland der Band, sondern auch im europäischen Ausland in den Top 5 der Hitparaden und drang in den USA gar auf Platz 1 der Charts vor. Zwei Millionen Mal verkaufte sich das von der Kritik freundlich bewertete Debütalbum Schubert Dip. Den Titel des Albums erklärte Gitarrist Ian Dench mit dem Hinweis, dass es die Werke von Franz Schubert seien, aus denen er im Bedarfsfall gerne einige Akkorde für eigene Kompositionen „stehle“.
Ein Jahr nach der ersten Langspielplatte erschien zunächst die Unexplained EP, der das zweite Studioalbum Stigma folgte. Ungeachtet positiver Resonanz seitens der Musikkritik konnten beide Veröffentlichungen nicht an die Verkaufszahlen des Vorgängers anknüpfen. Auch mit dem Album Cha Cha Cha, das nach dreijähriger Pause erschien, und den Auskopplungen gelang es der Gruppe nicht, zu alten Erfolgen zurückzukehren. Bessere Verkaufszahlen ernteten EMF 1995 mit einer Coverversion des The-Monkees-Hits I’m a Believer – trotz zunächst skeptischer Rezensionen. Bereits die nächste Single, Afro King, ließ jedoch erkennen, dass das Interesse des Publikums an der Band von geringer Dauer gewesen war. Wenig später löste sich die Gruppe auf.
Im Jahr 2001 fand eine Wiedervereinigung für ein Konzert in London statt, in deren Folge ein Best-of-Album erschien. Im Jahre 2002 verstarb der Bassist Zachary Foley an einer multiplen letalen Drogenüberdosis (Kokain, Heroin, Ecstasy, versch. Barbiturate, Temazepam und Alkohol).
Mittlerweile widmen sich die Musiker der Band anderen Projekten.
Seit Mitte 2007 keimten Gerüchte, dass die Band erneut eine Reunion plane. Ende 2008 traten sie als Vorband der ebenfalls (Teilzeit-) wiedervereinigten Carter USM bei zwei Gigs in Birmingham und Brixton auf.
Im Sommer 2012 kündigte die Band ein Konzert in der Guildhall in Gloucester an. Am 15. Dezember 2012 spielte die Band ihre beiden ersten Alben Schubert Dip und Stigma, sowie den neuen Song Elephant. Das Ergebnis wurde am 28. Februar 2013 als Live-DVD veröffentlicht.
Seit 2016 spielt die Band auf verschiedenen Festivals, u. a. dem Sportbeatsfest in Gloucester im August 2016, verschiedene Arten von Greatest Hits-Sets.
Anfang 2021 startete die Band eine Crowdfunding-Aktion, um die Vinyl-Box „From Us To You“ (30th Anniversary Boxset) zu finanzieren. Im Mai 2021 erschien die Box inkl. der drei regulären Alben “Schubert Dip” (1991), “Stigma” (1992) und “Cha Cha Cha” (1995) sowie “Flipsides And Bonafides”, einer Sammlung von raren oder unveröffentlichten Songs.
2022 erschien ein neues Album mit dem Titel „GO GO Sapiens“. Es ist das erste neue Album seit 27 Jahren.
Anfang 2023 kündigt die Band für September 2023 eine Deutschlandtour an.

## Diskografie

### Studioalben
| Jahr | Titel         | Höchstplatzierung, Gesamtwochen, AuszeichnungChartplatzierungen (Jahr, Titel, Platzierungen, Wochen, Auszeichnungen, Anmerkungen) | Höchstplatzierung, Gesamtwochen, AuszeichnungChartplatzierungen (Jahr, Titel, Platzierungen, Wochen, Auszeichnungen, Anmerkungen) | Höchstplatzierung, Gesamtwochen, AuszeichnungChartplatzierungen (Jahr, Titel, Platzierungen, Wochen, Auszeichnungen, Anmerkungen) | Höchstplatzierung, Gesamtwochen, AuszeichnungChartplatzierungen (Jahr, Titel, Platzierungen, Wochen, Auszeichnungen, Anmerkungen) | Höchstplatzierung, Gesamtwochen, AuszeichnungChartplatzierungen (Jahr, Titel, Platzierungen, Wochen, Auszeichnungen, Anmerkungen) | Anmerkungen                        |
| Jahr | Titel         | DE | AT | CH | UK | US | Anmerkungen                        |
| ---- | ------------- | --- | --- | --- | --- | --- | ---------------------------------- |
| 1991 | Schubert Dip  | DE20 (14 Wo.)DE | AT32 (3 Wo.)AT | CH16 (6 Wo.)CH | UK3 Gold · (19 Wo.)UK | US12 Platin · (36 Wo.)US | Erstveröffentlichung: 10. Mai 1991 |
| 1992 | Stigma        | — | — | — | UK19 (2 Wo.)UK | — |                                    |
| 1995 | Cha Cha Cha   | — | — | — | UK30 (2 Wo.)UK | — |                                    |
| 2022 | Go Go Sapiens | — | — | — | — | — |                                    |

### Livealben
- 2010: BBC in Concert (30th January 1991)
- 2010: BBC in Concert (29th August 1992)

### Kompilationen
- 1993: Remixes & Collaborations
- 1998: The Very Best of EMF
- 1998: Back 2 Back Hits (mit Jesus Jones)
- 2001: The Best of EMF Epsom Mad Funkers
- 2021: From Us To You (30th Anniversary Boxset)

### Singles
| Jahr | Titel Album                         | Höchstplatzierung, Gesamtwochen, AuszeichnungChartplatzierungen (Jahr, Titel, Album, Platzierungen, Wochen, Auszeichnungen, Anmerkungen) | Höchstplatzierung, Gesamtwochen, AuszeichnungChartplatzierungen (Jahr, Titel, Album, Platzierungen, Wochen, Auszeichnungen, Anmerkungen) | Höchstplatzierung, Gesamtwochen, AuszeichnungChartplatzierungen (Jahr, Titel, Album, Platzierungen, Wochen, Auszeichnungen, Anmerkungen) | Höchstplatzierung, Gesamtwochen, AuszeichnungChartplatzierungen (Jahr, Titel, Album, Platzierungen, Wochen, Auszeichnungen, Anmerkungen) | Höchstplatzierung, Gesamtwochen, AuszeichnungChartplatzierungen (Jahr, Titel, Album, Platzierungen, Wochen, Auszeichnungen, Anmerkungen) | Anmerkungen                                                         |
| Jahr | Titel Album                         | DE | AT | CH | UK | US | Anmerkungen                                                         |
| ---- | ----------------------------------- | --- | --- | --- | --- | --- | ------------------------------------------------------------------- |
| 1990 | Unbelievable Schubert Dip           | DE9 (23 Wo.)DE | AT20 (5 Wo.)AT | CH3 (19 Wo.)CH | UK3 Silber · (13 Wo.)UK | US1 Gold · (23 Wo.)US | Erstveröffentlichung: 22. Oktober 1990 Produzent: Ralph Jezzard     |
| 1991 | I Believe Schubert Dip              | DE26 (11 Wo.)DE | — | CH6 (14 Wo.)CH | UK6 (8 Wo.)UK | — | Erstveröffentlichung: 21. Januar 1991 /Produzent: Pascal Gabriel    |
| 1991 | Children Schubert Dip               | DE40 (7 Wo.)DE | — | CH18 (5 Wo.)CH | UK19 (5 Wo.)UK | — | Erstveröffentlichung: 11. April 1991                                |
| 1991 | Lies Schubert Dip                   | DE99 (1 Wo.)DE | — | — | UK28 (3 Wo.)UK | US18 (14 Wo.)US |                                                                     |
| 1992 | Unexplained EP –                    | — | — | — | UK18 (4 Wo.)UK | — | inkl. Getting Through, Far from Me, The Same und Search and Destroy |
| 1992 | They’re Here Stigma                 | — | — | — | UK29 (3 Wo.)UK | — |                                                                     |
| 1992 | It’s You Stigma                     | — | — | — | UK23 (3 Wo.)UK | — |                                                                     |
| 1995 | Perfect Day Cha Cha Cha             | — | — | — | UK27 (3 Wo.)UK | — |                                                                     |
| 1995 | I’m a Believer The Very Best of EMF | — | — | — | UK3 (11 Wo.)UK | — | mit Reeves und Mortimer Original: The Monkees, 1966                 |
| 1995 | Afro King –                         | — | — | — | UK51 (2 Wo.)UK | — |                                                                     |

Weitere Singles
- 1991: Girl of an Age
- 1992: Search and Destroy
- 1992: The Cover Sp (limitierte Single mit 2 Tracks, nur Frankreich)
- 1995: Bleeding You Dry
- 2022: Sister Sandinista
- 2022: Sparks And Flashes

### Videoalben
- 1991: Smoke the Banger (VHS)
- 2013: Long Live the New Flesh (DVD, Blu-ray)

## Auszeichnungen für Musikverkäufe
| Goldene Schallplatte - Neuseeland - 1991: für die Single Unbelievable |

Anmerkung: Auszeichnungen in Ländern aus den Charttabellen bzw. Chartboxen sind in ebendiesen zu finden.
| Land/RegionAuszeichnungen für Musikverkäufe (Land/Region, Auszeichnungen, Verkäufe, Quellen) | Silber  | Gold     | Platin  | Verkäufe  | Quellen         |
| -------------------------------------------------------------------------------------------- | ------- | -------- | ------- | --------- | --------------- |
| Neuseeland (RMNZ)                                                                            | —       | Gold1    | —       | 5.000     | Einzelnachweise |
| Vereinigte Staaten (RIAA)                                                                    | —       | Gold1    | Platin1 | 1.500.000 | riaa.com        |
| Vereinigtes Königreich (BPI)                                                                 | Silber1 | Gold1    | —       | 300.000   | bpi.co.uk       |
| Insgesamt                                                                                    | Silber1 | 3× Gold3 | Platin1 |           |                 |